# Henry
Henry är ett engelskt mansnamn som ursprungligen är bildat av det tyska namnet Heinrich, varifrån även Henrik kommer. Den franska formen är Henri.
Det fanns år 2003 cirka 22 000 personer i Sverige med förnamnet Henry, varav cirka 5 000 hade det som tilltalsnamn.
Henry saknar numera namnsdag, men fanns 1986–2000 den 19 januari. 2022 kommer Henry återfå sin namnsdag den 19 januari. I den finlandssvenska namnsdagslängden har Henry namnsdag 19 januari sedan 1950.

## Kända personer med namnet Henry
- Henry Addington, 1:e viscount Sidmouth – brittisk premiärminister 1801–1804
- Henry Allard – svensk politiker (S), talman
- Herbert Henry Asquith – brittisk politiker, premiärminister 1908–1916
- Henry Bessemer – brittisk metallurg
- Henry Briggs – brittisk matematiker
- Henry Bronett – svensk skådespelare
- Henry Campbell-Bannerman – brittisk politiker, premiärminister 1905–1908
- Henry Carlsson ("Garvis") – svensk fotbollsspelare, OS-guld 1948
- Henry Carr – amerikansk friidrottare, OS-guld 1964
- Henry Cavendish – brittisk fysiker och kemist
- Henry Cronjager – amerikansk filmfotograf
- Henry Dale – brittisk läkare och fysiolog, mottagare av Nobelpriset i fysiologi eller medicin 1936
- Henri Dunant – Röda korsets grundare, mottagare av Nobels fredspris 1901
- Henry Eriksson – svensk medeldistanslöpare, OS-guld 1948
- Henry Fonda – amerikansk skådespelare
- Henry Ford – amerikansk biltillverkare, grundare av Ford
- Henry B. Goodwin – tysk-svensk fotograf
- William Henry Harrison – amerikansk general och president
- Henry Hudson – engelsk upptäcktsresande
- Henry John Deutschendorf Jr - professionellt känd som John Denver – amerikansk sångare
- Henry Kjellson – svensk flygingenjör
- Henry Kissinger – amerikansk utrikesminister och historiker, mottagare av Nobels fredspris 1973
- Henry Kälarne – svensk långdistanslöpare, olympia- och bragdmedaljör, OS-brons 1936
- Henry Källgren – svensk fotbollsspelare
- Henry Lau – kanadensisk sångare
- Henry Lindblad – svensk stavhoppare
- Henry Mancini – amerikansk kompositör
- Henry Miller – amerikansk författare
- Henry Moore – brittisk skulptör
- Henry Olsson – svensk litteraturhistoriker, ledamot av Svenska Akademien
- Henry Palmé – svensk maratonlöpare
- Henry Parland – finlandssvensk poet
- Henry Pelham – brittisk politiker, premiärminister 1743–1754
- Henri Poincaré – fransk matematiker
- Henry Purcell – engelsk tonsättare
- Henri Queuille – fransk politiker
- Henry Royce – brittisk ingenjör, ena halvan i Rolls-Royce
- Henry L. Stimson – amerikansk politiker
- Henry Temple, 3:e viscount Palmerston – brittisk politiker, premiärminister 1855–1858, 1859–1865
- Henry Theel – finländsk sångare
- Henry David Thoreau – amerikansk författare
- Henry A. Wallace – amerikansk politiker, vicepresident 1941–1945
- Henry Winkler – amerikansk skådespelare
- Henry Wood – brittisk dirigent
- Stig Henry Johansson – svensk travtränare och travkusk, legend inom travsporten

Namnet förekommer även som släktnamn/efternamn:
- Bob Henry – tidigare VD för Saab Automobile
- Joseph Henry – fysiker som gav namn till den fysikaliska enheten Henry
- Thierry Henry – fransk fotbollsspelare